# Rebeldía (película de 1954)
Rebeldía (en alemán Duell der Herzen) es una coproducción hispano-alemana de drama estrenada en 1954, escrita y dirigida por José Antonio Nieves Conde y protagonizada en los papeles principales por Delia Garcés, Fernando Fernán Gómez y Volker von Collande.
Está basada en la obra "La luz de la víspera" de José María Pemán.

## Sinopsis
La película narra la tormentosa relación entre Carlos Maraga, un escritor ateo, y Margarita, una mujer muy religiosa. 

## Reparto
- Delia Garcés ... Margarita
- Fernando Fernán Gómez ... Federico Lanuza
- Volker von Collande ... Carlos Maraga
- Dina Sten ... Germaine
- Fernando Rey ... Capellán
- Rafael Arcos ... Miguel
- Félix Dafauce ... Doctor Sánchez
- José Prada ...  Médico de provincia
- Francisco Bernal ... Pedro
- Társila Criado ... Marcela
- Inés Pérez Indarte ... Pescadora